# Aeroportul Kursk Vostochny
Aeroportul Kursk Vostochny (IATA: URS, ICAO: UUOK) este un aeroport din Kursk, Regiunea Kursk, Rusia. Aeroportul a fost tranzitat în 2021 de 103.222 de pasageri.
Situat la o altitudine de 209 m, aeroportul dispune de o singură pistă. Este operat de 16th Air Army⁠(d).